# Леон-Веллі (Техас)
Леон-Веллі (англ. Leon Valley) — місто (англ. city) в США, в окрузі Беар штату Техас. Населення — 11 542 особи (2020).

## Географія
Леон-Веллі розташований за координатами 29°29′43″ пн. ш. 98°36′50″ зх. д. / 29.49528° пн. ш. 98.61389° зх. д. (29.495340, -98.614004).  За даними Бюро перепису населення США в 2010 році місто мало площу 8,89 км², уся площа — суходіл.

### Клімат
| Клімат : Леон-Веллі     | Клімат : Леон-Веллі | Клімат : Леон-Веллі | Клімат : Леон-Веллі | Клімат : Леон-Веллі | Клімат : Леон-Веллі | Клімат : Леон-Веллі | Клімат : Леон-Веллі | Клімат : Леон-Веллі | Клімат : Леон-Веллі | Клімат : Леон-Веллі | Клімат : Леон-Веллі | Клімат : Леон-Веллі | Клімат : Леон-Веллі |
| Показник                | Січ.                | Лют.                | Бер.                | Квіт.               | Трав.               | Черв.               | Лип.                | Серп.               | Вер.                | Жовт.               | Лист.               | Груд.               | Рік                 |
| Абсолютний максимум, °C | 32,2                | 36,1                | 36,1                | 38,3                | 38,9                | 41,1                | 40,6                | 40,0                | 45,0                | 36,1                | 32,8                | 31,7                | 45,0                |
| Середній максимум, °C   | 16,1                | 18,9                | 23,3                | 26,7                | 30,0                | 32,8                | 35,0                | 35,0                | 31,1                | 27,8                | 22,2                | 17,2                | 26,1                |
| Середній мінімум, °C    | 3,9                 | 6,7                 | 10,6                | 13,9                | 17,2                | 20,6                | 22,2                | 22,8                | 20,0                | 15,6                | 10,0                | 5,6                 | 13,9                |
| Абсолютний мінімум, °C  | −18,3               | −15                 | −6,7                | 0,0                 | 8,9                 | 8,9                 | 16,7                | 7,8                 | 4,4                 | −1,7                | −4,4                | −14,4               | −18,3               |
| Норма опадів, мм        | 38                  | 52                  | 49                  | 64                  | 84                  | 121                 | 39                  | 33                  | 65                  | 77                  | 47                  | 35                  | 704                 |
| ----------------------- | ------------------- | ------------------- | ------------------- | ------------------- | ------------------- | ------------------- | ------------------- | ------------------- | ------------------- | ------------------- | ------------------- | ------------------- | ------------------- |
| Джерело:                |                     |                     |                     |                     |                     |                     |                     |                     |                     |                     |                     |                     |                     |

## Демографія
Згідно з переписом 2010 року, у місті мешкала 10 151 особа в 4158 домогосподарствах у складі 2636 родин. Густота населення становила 1142 особи/км².  Було 4358 помешкань (490/км²).
Расовий склад населення:
| - 81,0 % — білих - 4,0 % — чорних або афроамериканців - 3,7 % — азіатів - 0,6 % — корінних американців - 0,2 % — вихідців з тихоокеанських островів - 8,1 % — осіб інших рас |

До двох чи більше рас належало 2,5 %. Частка іспаномовних становила 56,2 % від усіх жителів.
За віковим діапазоном населення розподілялося таким чином: 20,7 % — особи молодші 18 років, 62,4 % — особи у віці 18—64 років, 16,9 % — особи у віці 65 років та старші. Медіана віку мешканця становила 39,4 року. На 100 осіб жіночої статі у місті припадало 92,7 чоловіків;  на 100 жінок у віці від 18 років та старших — 88,6 чоловіків також старших 18 років.
Середній дохід на одне домашнє господарство  становив 77 514 долари США (медіана — 61 450), а середній дохід на одну сім'ю — 93 139 доларів (медіана — 74 527). Медіана доходів становила 40 081 долар для чоловіків та 41 609 доларів для жінок. За межею бідності перебувало 9,1 % осіб, у тому числі 7,9 % дітей у віці до 18 років та 13,0 % осіб у віці 65 років та старших.
Цивільне працевлаштоване населення становило 5649 осіб. Основні галузі зайнятості: освіта, охорона здоров'я та соціальна допомога — 30,6 %, роздрібна торгівля — 12,7 %, науковці, спеціалісти, менеджери — 11,5 %.